# 4059 Balder
4059 Balder è un asteroide della fascia principale. Scoperto nel 1987, presenta un'orbita caratterizzata da un semiasse maggiore pari a 3,0188832 UA e da un'eccentricità di 0,0742788, inclinata di 9,45906° rispetto all'eclittica.